# Église Saint-Malo de Létanville
Pour les articles homonymes, voir Église Saint-Malo.
L'église Saint-Malo de Létanville est un édifice catholique, du XIIIe siècle, qui se dresse sur le territoire de la commune française de Grandcamp-Maisy, dans le département du Calvados, en région Normandie. L'édifice est inscrit au titre des monuments historiques.

## Localisation
L'église est située dans le département français du Calvados, sur la commune actuelle de Grandcamp-Maisy. En 1824 Grandcamp a fusionné avec L'Étanville et est devenue Grandcamp-Létanville jusqu'en 1890, à partir de cette dernière date la commune étant dénommée Grandcamp-les-Bains. Grandcamp-les-Bains s'associe avec la commune de Maisy en 1972 puis une fusion en 1992 baptisée Grandcamp-Maisy. 

## Historique
L'église fut donné, entre 1154 et 1189, par Richard du Hommet au prieuré de Saint-Fromond.
L'église actuelle est construite à partir du XIIIe siècle. Des travaux de reprise ont eu lieu par la suite. Une fenêtre du chevet est bouchée et un contrefort est établi dans cette partie de l'édifice.
La construction se poursuite au cours du XIVe siècle.
L'édifice est signalé à l'abandon au début du XXIe siècle. Toutefois une association de sauvegarde est créée au même moment par un curé et est réactivée au milieu des années 2010, les responsables associatifs mettant en avant les problématiques d'infiltration d'eau dans l'édifice menaçant l'ensemble des boiseries dont le maître-autel,.
Une charte avec la Fondation du patrimoine est envisagée en 2015. Un état des lieux des besoins de l'édifice est prévu en novembre 2015[Passage à actualiser].
Une première action destinée à récolter des fonds pour la restauration des lieux se déroule le 22 décembre 2015. Des travaux de bâchages sont réalisés à la fin de l'année 2016 afin de protéger l'église des intempéries. Un diagnostic par un architecte des bâtiments de France destiné à définir un programme de travaux est à l'ordre du jour au début de l'année 2017[Passage à actualiser].

## Description
L'édifice a peu de caractères spécifiques selon Arcisse de Caumont.
Sa façade occidentale, épaulée par des contreforts et surmontée d'un clocher-mur avec en dessous de l'arc campanaire, qui n'abrite plus aujourd'hui de cloche, voit son pignon percé d'une étroite baie cintrée. Un petit porche, avec un banc de chaque côté a été aménagé à sa base. Le porche signalé en ruines par Arcisse de Caumont n'existe plus.
L'ancienne chapelle seigneuriale des Scelles, édifiée en 1687, communique avec le côté nord du chœur. Le toit de la nef et du chœur était caché par des lambris.

## Protection
L'église est inscrite au titre des monuments historiques par arrêté du 7 janvier.

## Mobiliers
L'église contient du mobilier classé au titre d'objet.